# Langsø (Syddjurs)
Langsø är en sjö på Jylland i Danmark.   Den ligger i Syddjurs kommun i Region Mittjylland 140 km nordväst om Köpenhamn. Langsø ligger 14 meter över havet.